# Bahnhof Grover Beach
Der Bahnhof Grover Beach befindet sich an der Bahnlinie Los Angeles – San Luis Obispo. Er wurde nach kurzer Bauzeit im Oktober 1996 eröffnet. Die Baukosten betrugen 1,6 Millionen US-Dollar. Trotz gleichfalls errichteten Büros ist der Haltepunkt unbesetzt.
Die Station befindet sich am Siedlungsrand von Grover Beach und bildet zusammen mit der California State Route 1 dessen westliche Siedlungskante aus. In Richtung Westen folgt auf der anderen Seite der Straße ein zusammenhängendes Waldgebiet, welche nach gut 200 Metern in eine Dünenlandschaft und weiteren 200 Metern in einen Sandstrand übergeht.
Dem Stationsgebäude ist ein Parkplatz mit 30 Stellplätzen zugeordnet.
Zweimal täglich halten der Amtrak-Pacific Surfliner in beiden Richtungen sowie die Amtrak-Reisebusse.
Von den 73 kalifornischen Bahnhöfen, die Amtrak bedient, war Grover Beach im Jahr 2010 der 52.-frequentierte, an dem durchschnittlich ungefähr 50 Passagiere pro Tag zu- oder ausstiegen.
Im direkten Umfeld des Bahnhofs gibt es eine Bushaltestelle der South County Area Transit. Der bei Surfern beliebte Ferienort Pismo Beach ist per Buslinie 21 vom Bahnhof zu erreichen.

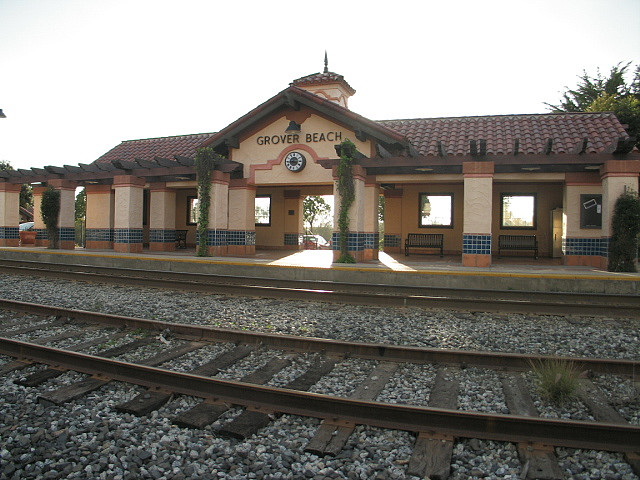
Bahnhofsgebäude von der Gleisseite
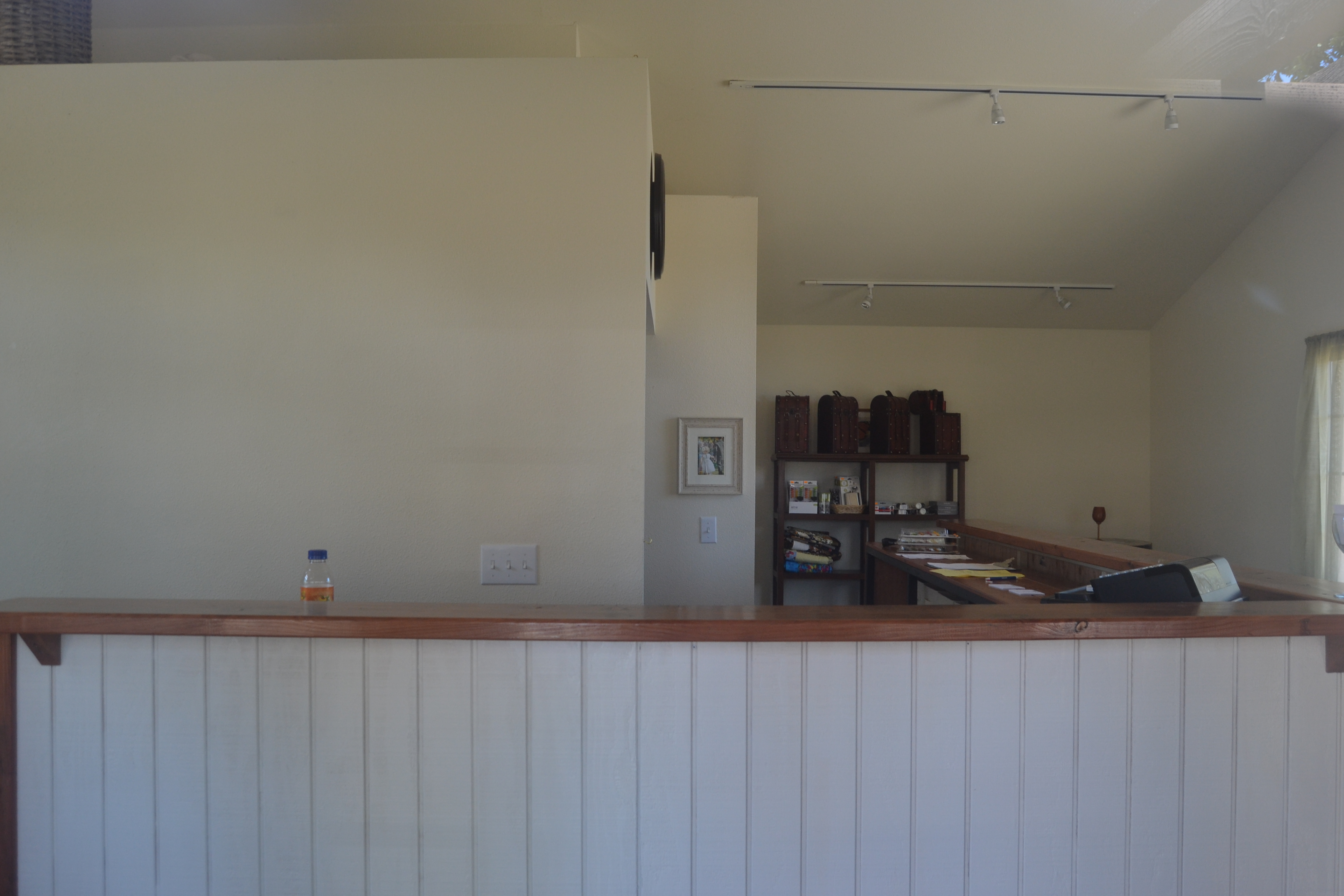
Das unbesetzte Büro des Bahnhofs